# Dawson Township (Missouri)
Pour les articles homonymes, voir Dawson Township.
Dawson Township est un ancien township, situé dans le comté de Phelps, dans le Missouri, aux États-Unis,.
Le township est baptisé en référence au juge William Dawson.